# Palata Srbije

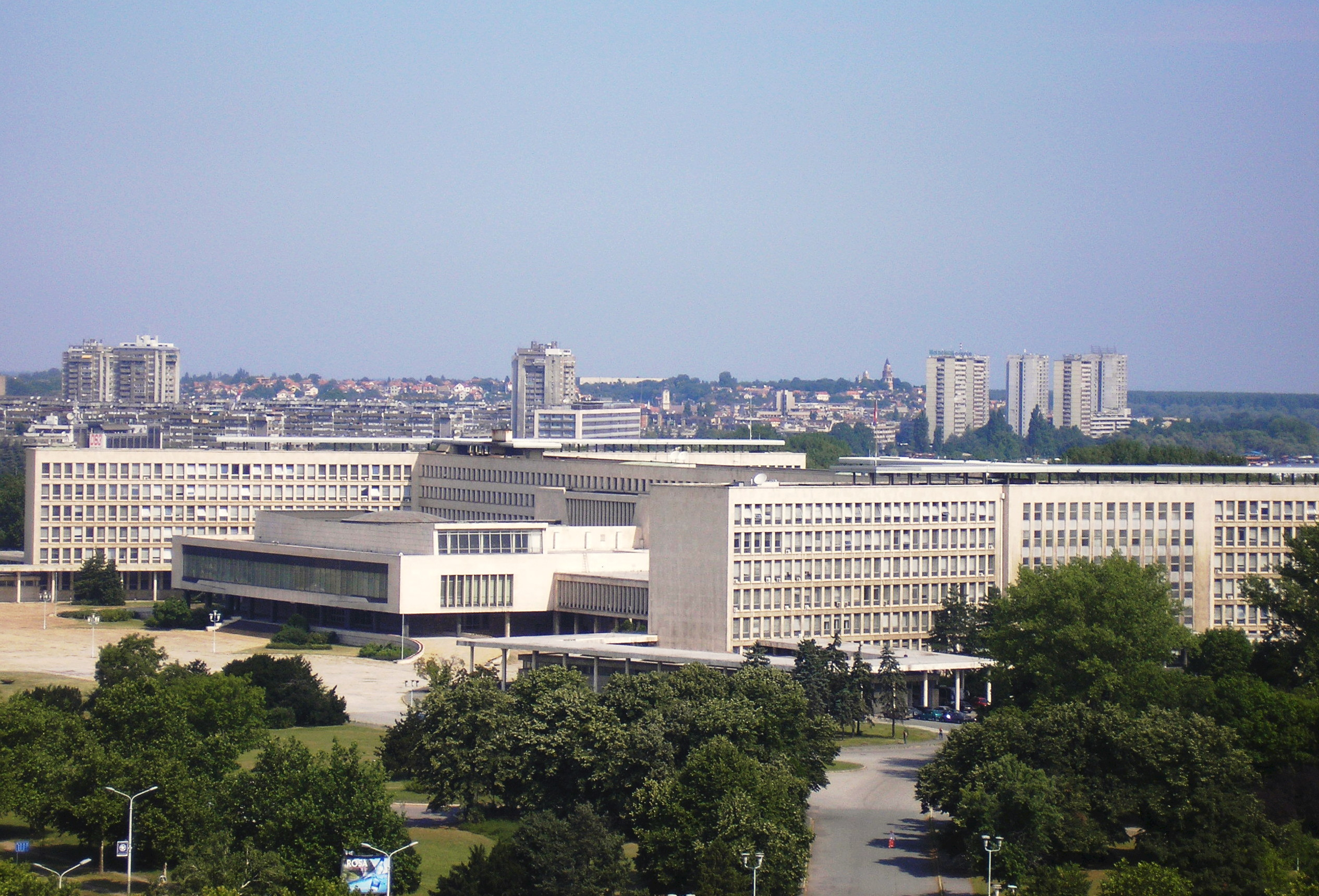
Palata Srbije

Der Palast Serbiens (serbisch-kyrillisch Палата Србије, serbisch-lateinisch Palata Srbije) ist das flächenmäßig größte Gebäude in Belgrad. Er befindet sich im Stadtteil Novi Beograd zwischen dem Bulevar Miahajlo Pupin und dem Bulevar Nikola Tesla.
Ursprünglich hieß er Palast des Föderalen Exekutivrats (Палата Савезног извршног већа bzw. Palata Saveznog izvršnog veća) und war Sitz der Staats- und Parteiführung der SFR Jugoslawien unter Josip Broz Tito.

## Geschichte
Der Bau des Palastes begann im Juni 1947 als eines der ersten Bauwerke in Novi Beograd nach Plänen der Architekten Vladimir Potočnjak, Antun Ulrich, Zlatko Neumann und Dragica Perak. Die Bauarbeiten wurden 1950 gestoppt. Die Bauarbeiten wurden 1954 wieder aufgenommen und die Pläne durch den Architekten Mihailo Jaković überarbeitet. Das Gebäude wurde 1961 fertiggestellt.
Von 1992 bis 2003 war es der Sitz der Regierung der BR Jugoslawien und von 2003 bis 2006 der Sitz des Außen- und Verteidigungsministeriums und des Präsidenten der Staatenunion Serbien und Montenegro. In dieser Zeit wurde das Gebäude als Palata federacije (Palast der Föderation) bezeichnet. Nach der Auflösung der Staatenunion im Mai 2006 blieb das Gebäude der Regierung der Republik Serbien unterstellt. Seither ist die gebräuchliche Benennung Palata Srbije.

## Bauwerk
Das Bauwerk hat eine Grundfläche von 5500 m² und die Form des lateinischen Buchstaben H. Es besitzt sechs Salons und einen großen überkuppelten Saal, der 2000 Personen Platz bietet. Das Gebäude ist eine Stahlbetonkonstruktion und mit einer Marmorfassade versehen.
Koordinaten: 44° 49′ 13″ N, 20° 25′ 40″ O
Heute finden dort Regierungsaufgaben statt sowie Konferenzen und Empfänge. Der deutsche Bundeskanzler Scholz wurde am 10. Juni 2022 dort von der serbischen Regierung zu bilateralen Gesprächen empfangen.